# Équipe du Bénin des moins de 20 ans de football
Maillots
L'équipe du Bénin de moins de 20 ans de football est constituée par une sélection des meilleurs joueurs béninois sous l'égide de la Fédération béninoise de football.

## Histoire
La sélection a fini troisième de la Coupe d'Afrique des nations junior 2005 qui s'est déroulée au Bénin. De plus elle participe pour la première et seule fois de son histoire à la Coupe du monde en 2005. Lors de la Coupe d'Afrique des nations de football des moins de 20 ans 2023 la sélection atteint les quarts de finale.

### 2014: sanction
À la suite d'une réclamation du Mali déposée et reçue favorablement par la Confédération africaine de football concernant l'âge de quatre joueurs U17 lors des phases qualificatives pour la CAN U17 2015, les sélections U20 et U17 furent disqualifiées et interdites de participer à tous matchs officiels sur une période de deux ans, allant de septembre 2014 à septembre 2016. La Confédération africaine de football décide de lever la sanction en janvier 2016.

## Compétitions

### Coupe du monde U20
| - 1979 : Non qualifié - 1977 : Non qualifié - 1979 : Non qualifié - 1981 : Non qualifié - 1983 : Non qualifié - 1985 : Non qualifié - 1987 : Non qualifié - 1989 : Non qualifié | - 1991 : Non qualifié - 1993 : Non qualifié - 1995 : Non qualifié - 1997 : Non qualifié - 1999 : Non qualifié - 2001 : Non qualifié - 2003 : Non qualifié - 2005 : 1er tour | - 2007 : Non qualifié - 2009 : Non qualifié - 2011 : Non qualifié - 2013 : Non qualifié - 2015 : Non qualifié - 2017 : Non qualifié - 2019 : Non qualifié - 2021 : Non qualifié (version annulée) - 2023 : Non qualifié - 2025 : Non qualifié |

Phases de groupes - 2005 (Groupe A)
| Classement final |           |     |   |   |   |   |    |    |      |
|                  | Équipe    | Pts | J | G | N | P | BP | BC | Diff |
| 1                | Pays-Bas  | 9   | 3 | 3 | 0 | 0 | 6  | 1  | +5   |
| 2                | Japon     | 2   | 3 | 0 | 2 | 1 | 3  | 4  | -1   |
| 3                | Bénin     | 2   | 3 | 0 | 2 | 1 | 2  | 3  | -1   |
| 4                | Australie | 2   | 3 | 0 | 2 | 1 | 2  | 5  | -3   |

| 10 juin | Bénin    | 1 | 1 | Australie |
| 10 juin | Pays-Bas | 2 | 1 | Japon     |
| 15 juin | Japon    | 1 | 1 | Bénin     |
| 15 juin | Pays-Bas | 3 | 0 | Australie |
| 18 juin | Japon    | 1 | 1 | Australie |
| 18 juin | Pays-Bas | 1 | 0 | Bénin     |

1re journée
| 10 juin 2005 | Bénin          | 1 - 1 | Australie | Parkstad Limburg Stadion, Kerkrade                    |                                                       |
| 16:00        | Omotoyossi 32e |       | Ward 59e  | Spectateurs : 4 500 Arbitrage : Luis Medina Cantalejo | Spectateurs : 4 500 Arbitrage : Luis Medina Cantalejo |
| 16:00        | (Rapport)      |       |           | Spectateurs : 4 500 Arbitrage : Luis Medina Cantalejo | Spectateurs : 4 500 Arbitrage : Luis Medina Cantalejo |

| 10 juin 2005 | Pays-Bas               | 2 - 1 | Japon        | Parkstad Limburg Stadion, Kerkrade          |                                             |
| 20:00        | Afellay 7e · Babel 18e |       | Hirayama 68e | Spectateurs : 19 500 Arbitrage : Óscar Ruiz | Spectateurs : 19 500 Arbitrage : Óscar Ruiz |
| 20:00        | (Rapport)              |       |              | Spectateurs : 19 500 Arbitrage : Óscar Ruiz | Spectateurs : 19 500 Arbitrage : Óscar Ruiz |

2e journée
| 15 juin 2005 | Japon      | 1 - 1 | Bénin     | Parkstad Limburg Stadion, Kerkrade               |                                                  |
| 17:30        | Mizuno 65e |       | Maïga 37e | Spectateurs : 12 500 Arbitrage : Claus Bo Larsen | Spectateurs : 12 500 Arbitrage : Claus Bo Larsen |
| 17:30        | (Rapport)  |       |           | Spectateurs : 12 500 Arbitrage : Claus Bo Larsen | Spectateurs : 12 500 Arbitrage : Claus Bo Larsen |

| 15 juin 2005 | Pays-Bas                                | 3 - 0 | Australie | Parkstad Limburg Stadion, Kerkrade              |                                                 |
| 20:30        | Maduro 20e · Emanuelson 46e · Kruys 74e |       |           | Spectateurs : 19 500 Arbitrage : Kwon Jong-chul | Spectateurs : 19 500 Arbitrage : Kwon Jong-chul |
| 20:30        | (Rapport)                               |       |           | Spectateurs : 19 500 Arbitrage : Kwon Jong-chul | Spectateurs : 19 500 Arbitrage : Kwon Jong-chul |

3e journée
| 18 juin 2005 | Japon     | 1 - 1 | Australie    | Parkstad Limburg Stadion, Kerkrade          |                                             |
| 16:00        | Maeda 87e |       | Townsend 75e | Spectateurs : 2 000 Arbitrage : Terje Hauge | Spectateurs : 2 000 Arbitrage : Terje Hauge |
| 16:00        | (Rapport) |       |              | Spectateurs : 2 000 Arbitrage : Terje Hauge | Spectateurs : 2 000 Arbitrage : Terje Hauge |

| 18 juin 2005 | Pays-Bas   | 1 - 0 | Bénin | Willem II Stadion, Tilburg                        |                                                   |
| 16:00        | Maduro 47e |       |       | Spectateurs : 13 700 Arbitrage : Khalil Al Ghamdi | Spectateurs : 13 700 Arbitrage : Khalil Al Ghamdi |
| 16:00        | (Rapport)  |       |       | Spectateurs : 13 700 Arbitrage : Khalil Al Ghamdi | Spectateurs : 13 700 Arbitrage : Khalil Al Ghamdi |

### Coupe d'Afrique des nations junior
| - 1979 : Non inscrit - 1981 : Non inscrit - 1983 : Non inscrit - 1985 : Non inscrit - 1987 : Non inscrit - 1989 : Non inscrit - 1991 : Tour préliminaire - 1993 : Tour préliminaire | - 1995 : Non qualifié - 1997 : Non qualifié - 1999 : Non qualifié - 2001 : Non qualifié - 2003 : Non qualifié - 2005 : 3e - 2007 : Non qualifié - 2009 : Non qualifié | - 2011 : Non qualifié - 2013 : 1er tour - 2015 : Non qualifié - 2017 : Disqualifié - 2019 : Non qualifié - 2021 : Non qualifié - 2023 : 1/4 de finale - 2025 : Non qualifié |

Phases de groupes - 2005  (Groupe A)
| Équipe        | J | G | N | P | BP | BC | Diff | Pts |
| ------------- | - | - | - | - | -- | -- | ---- | --- |
| Nigeria       | 3 | 3 | 0 | 0 | 7  | 1  | +6   | 9   |
| Bénin         | 3 | 1 | 1 | 1 | 7  | 7  | 0    | 4   |
| Côte d'Ivoire | 3 | 1 | 0 | 2 | 2  | 5  | –3   | 3   |
| Mali          | 3 | 0 | 1 | 2 | 4  | 7  | –3   | 1   |

| 15 janvier 2005 | Côte d'Ivoire       | 1-0 | Mali |  |
|                 | Abdramane Diaby 61e |     |      |  |

| 15 janvier 2005 | Bénin | 0-3 | Nigeria                                                    |  |
|                 |       |     | Taye Taiwo 25e (pen.) · David Adwo 34e · Victor Obinna 46e |  |

| 18 janvier 2005 | Nigeria                                                      | 3-1 | Mali               |  |  |
|                 | David Abwo 45e · Solomon Okoronkwo 81e · Olubayo Adefemi 84e |     | Kalifa Dembele 55e |  |  |

| 18 janvier 2005 | Côte d'Ivoire   | 1-4 | Bénin                                                            |  |  |
|                 | Yedi Zahiri 90e |     | Coffi Agbesi 37e Gariga Maiga 49e 80e (pen.) Mathieu Adeniyi 52e |  |  |

| 22 janvier 2005 | Nigeria        | 1-0 | Côte d'Ivoire |  |
|                 | Taye Taiwo 78e |     |               |  |

| 22 janvier 2005 | Bénin                                                         | 3-3 | Mali                                                      |  |  |
|                 | Romuald Boco 31e · Bachirou Osseni 40e · Razak Omotoyossi 44e |     | Kalifa Dembele 27e · Boubacar Kebe 35e · Koniba Ladji 65e |  |  |

Demi finale
| 26 janvier 2005 | Égypte         | 1-1 | Bénin         |  |  |
|                 | Islam Adel 83e |     | Abou Maïga 3e |  |  |
| 3               | Tirs au but    | 1   |               |  |  |

Troisième place
| 29 janvier 2005 | Maroc               | 1-1 | Bénin                 |  |  |
|                 | Mouhcine Iajour 11e |     | Abdoulaye Ouzérou 45e |  |  |
| 3               | Tirs au but         | 5   |                       |  |  |

- Le Bénin se qualifie pour la Coupe du monde de football des moins de 20 ans 2005.

Phases de groupes - 2013 (Groupe A)
| Nation  | Pts | J | V | N | D | Bp | Bc | Diff |
| ------- | --- | - | - | - | - | -- | -- | ---- |
| Égypte  | 9   | 3 | 3 | 0 | 0 | 4  | 1  | +3   |
| Ghana   | 6   | 3 | 2 | 0 | 1 | 4  | 2  | +2   |
| Bénin   | 1   | 3 | 0 | 1 | 2 | 0  | 2  | -2   |
| Algérie | 1   | 3 | 0 | 1 | 2 | 0  | 3  | -3   |

| 16 mars 2013 | Algérie | 0–0 | Bénin | Stade Omar Oucief, Aïn Témouchent |  |
|              |         |     |       |                                   |  |

| 16 mars 2013 | Ghana        | 1–2 | Égypte                | Stade Omar Oucief, Aïn Témouchent |  |
|              | Assifuah 76e |     | Hamad 67e · Gomaa 87e |                                   |  |

| 19 mars 2013 | Ghana        | 1–0 | Bénin | Stade Omar Oucief, Aïn Témouchent |
|              | Assifuah 56e |     |       |                                   |

| 19 mars 2013 | Algérie | 0–1 | Égypte                  | Stade Omar Oucief, Aïn Témouchent |
|              |         |     | Rabia 43e · Hamad 90+1e |                                   |

| 19 mars 2013 | Algérie | 0–2 | Ghana                    | Stade Omar Oucief, Aïn Témouchent |
|              |         |     | Salifu 5e · Assifuah 29e |                                   |

| 22 mars 2013 | Bénin | 0–1 | Égypte      | Stade Ahmed Zabana, Oran |
|              |       |     | Kahraba 22e |                          |

Phases de groupes - 2023 (Groupe C)
| Rang | Équipe  | Pts | J | G | N | P | Bp | Bc | Diff |
| ---- | ------- | --- | - | - | - | - | -- | -- | ---- |
| 1    | Gambie  | 9   | 3 | 2 | 0 | 0 | 4  | 0  | +4   |
| 2    | Tunisie | 4   | 3 | 1 | 0 | 1 | 2  | 2  | 0    |
| 3    | Bénin   | 2   | 3 | 0 | 2 | 1 | 2  | 1  | +1   |
| 4    | Zambie  | 1   | 3 | 0 | 1 | 2 | 1  | 4  | -3   |

| 21 février 2023 | Gambie           | 1 - 0 | Tunisie | Stade d'Alexandrie                      |                                         |
| 15:00 (UTC+2)   | Alagie Saine 84e |       |         | Arbitrage : Mohamed Athoumani (Comores) | Arbitrage : Mohamed Athoumani (Comores) |

| 21 février 2023 | Bénin             | 1 - 1 | Zambie              | Stade d'Alexandrie                           |                                              |
| 18:00 (UTC+2)   | Rodolfo Aloko 57e |       | Rickson Ng’ambi 60e | Arbitrage : Mohamed Diraneh Guedi (Djibouti) | Arbitrage : Mohamed Diraneh Guedi (Djibouti) |

| 24 février 2023 | Tunisie | 0 - 0 | Bénin | Stade d'Alexandrie Stade Haras El-Hedood |                                         |
| 15:00 (UTC+2)   |         |       |       | Arbitrage : El Hadj Amadou Sy (Sénégal)  | Arbitrage : El Hadj Amadou Sy (Sénégal) |

| 24 février 2023 | Zambie | 0 - 2 | Gambie                                        | Stade d'Alexandrie Stade Haras El-Hedood |                                   |
| 18:00 (UTC+2)   |        |       | Kajally Drammeh 63e · Alagie Saine 82e (pen.) | Arbitrage : Mahmoud Nagy (Égypte)        | Arbitrage : Mahmoud Nagy (Égypte) |

| 27 février 2023 | Gambie    | 1-0 | Bénin | Stade d'Alexandrie Stade Haras El-Hedood |                                       |
| 18:00 (UTC+2)   | 88e (csc) |     |       | Arbitrage : Sory Ibrahim Keita (Mali)    | Arbitrage : Sory Ibrahim Keita (Mali) |

| 27 février 2023 | Tunisie                                | 2-1 | Zambie                 | Stade international du Caire                       |                                                    |
| 18:00 (UTC+2)   | Jibril Othman 31e · Mohamed Dhaoui 59e |     | Kingstone Mutandwa 57e | Arbitrage : Omar Abdulkadir Artan Ismaïl (Somalie) | Arbitrage : Omar Abdulkadir Artan Ismaïl (Somalie) |

Quart de finale
| 2 mars 2023   | Sénégal          | 1-0 | Bénin | Stade international du Caire             |                                          |
| 15:00 (UTC+2) | Samba Diallo 51e |     |       | Arbitrage : Jean Claude Ishimwe (Rwanda) | Arbitrage : Jean Claude Ishimwe (Rwanda) |

- Lors de la phase de groupe le défenseur Abdoul Rachid est présent dans l’équipe type

### Tournoi de l'UEMOA
| Année        | Pays hôte     |               | Finale               | Finale    | Finale |
| Année        | Pays hôte     | Vainqueur     | Score                | Finaliste |        |
| ------------ | ------------- | ------------- | -------------------- | --------- | ------ |
| 2007 Détails | Burkina Faso  | Côte d'Ivoire | 2 – 0                | Niger     |        |
| 2008 Détails | Mali          | Côte d'Ivoire | 1 – 1 (6 – 5 t.a.b.) | Mali      |        |
| 2009 Détails | Bénin         | Sénégal       | 1 – 0                | Niger     |        |
| 2010 Détails | Niger         | Niger         | 1 – 0                | Bénin     |        |
| 2011 Détails | Sénégal       | Sénégal       | 1 – 0                | Mali      |        |
| 2013 Détails | Côte d'Ivoire | Burkina Faso  | 0 – 0 (9 – 8 t.a.b.) | Bénin     |        |
| 2016 Détails | Togo          | Sénégal       | 1 – 0                | Mali      |        |

## Palmarès
- Coupe d'Afrique des nations des moins de 20 ans
  -  : Troisième en 2005
  - 1/4 de finale : 2023
  - 1er tour : 2013

- Coupe du monde
  - 1er tour : 2005

- Tournoi de l'UEMOA
  -  : Finaliste en 2010 & 2013
  -  : Troisième en 2009
  - 1er tour en 2007, 2008, 2015 & 2016

- Championnat des moins de 20 ans de la zone B de l'Union des fédérations ouest-africaines de football
  -  : Deuxième en 2022
  -  : Troisième en 2023
- Jeux de la Francophonie
  - Quatrième en 2023

## Joueurs

### Joueurs célèbres
- Saturnin Allagbé
- David Djigla
- Dossou Dognon
- Styve Mounié
- Seidou Guéro Barazé
- Lazadi Fousseni
- Razack Omotoyossi
- Séïdath Tchomogo
- Yoann Djidonou
- Oscar Olou
- Romuald Boco
- Gariga Abou Maïga
- Jocelyn Ahouéya